# Вьоргъл
Вьоргъл (на немски: Wörgl) е град в Западна Австрия. Разположен е в окръг Куфщайн на провинция Тирол около река Ин. Надморска височина 511 m. Има жп гара. Отстои на около 56 km североизточно от провинциалния център град Инсбрук. Население 12 806 жители към 2013 г.